# Athysanus tokitonis
Athysanus tokitonis är en insektsart som beskrevs av Matsumura 1902. Athysanus tokitonis ingår i släktet Athysanus och familjen dvärgstritar. Inga underarter finns listade i Catalogue of Life.